# Комісія з питань координації євроатлантичної інтеграції України
Комісія з питань координації євроатлантичної інтеграції України — допоміжний орган при Президентові України.

## Історія
25 січня 2001 року Президент України Леонід Кучма Указом № 51/2001 затвердив Положення про національних координаторів співробітництва України з Організацією Північноатлантичного договору (НАТО) та поклав виконання цих функцій на посадових осіб міністерств, інших центральних органів виконавчої влади України.
26 лютого 2003 року Президент України Леонід Кучма Указом № 169/2003 «Про Уповноваженого України з питань європейської і євроатлантичної інтеграції» з метою забезпечення динамічного розвитку процесу входження України у європейський і євроатлантичний простір та узгодження діяльності і заходів, здійснюваних органами виконавчої влади у цій сфері, установив, що координацію діяльності та заходів, спрямованих на європейську і євроатлантичну інтеграцію України, здійснює Уповноважений України з питань європейської і євроатлантичної інтеграції. Ти же указом Перший віце-прем'єр-міністр України, Міністр фінансів України Азаров Микола Янович був призначений Уповноваженим України з питань європейської і євроатлантичної інтеграції.
13 березня 2006 року Президент України Віктор Ющенко Указом № 215/2006 «Про Національну систему координації співробітництва України з Організацією Північноатлантичного договору» з метою забезпечення виконання пріоритетних завдань щодо дальшого розвитку відносин України з Організацією Північноатлантичного договору (НАТО), поглиблення співробітництва України з державами — членами НАТО, досягнення критеріїв членства України в НАТО визначив, що Національну систему координації співробітництва України з НАТО складають органи виконавчої влади України, інші державні органи, спеціально уповноважені особи, діяльність яких пов'язана або спрямована на реалізацію державної політики у сфері євроатлантичної інтеграції. Цим Указом, з метою забезпечення координації співробітництва України з НАТО було визначено, що:
- Рада національної безпеки і оборони України розглядає на своїх засіданнях та подає на розгляд Президентові України пропозиції щодо визначення стратегічних і концептуальних підходів та напрямів розвитку співробітництва України з НАТО;
- Кабінет Міністрів України забезпечує, в тому числі через Урядовий комітет з питань правової політики, оборони, міжнародного співробітництва та європейської інтеграції, реалізацію державної політики щодо співробітництва України з НАТО, зокрема щодо досягнення критеріїв членства України в НАТО
- національні координатори співробітництва України з НАТО сприяють виконанню центральними органами виконавчої влади, державними органами завдань у відповідних сферах співробітництва з НАТО, в тому числі щодо підготовки України до вступу в НАТО[2].

18 листопада 2010 року Президент України Віктор Янукович Указом № 1039/2010 «Про забезпечення продовження конструктивного партнерства України з Організацією Північноатлантичного договору» затвердив Положення про національних координаторів з питань партнерства України з Організацією Північноатлантичного договору.

## Завдання
Основними завданнями Комісії є:
1. сприяння узгодженому виконанню центральними органами виконавчої влади, іншими державними органами, що входять до національної системи координації євроатлантичної інтеграції України, заходів у рамках реалізації стратегічного курсу держави на набуття повноправного членства України в Організації Північноатлантичного договору (НАТО), підвищення ефективності виконання пріоритетних завдань із досягнення критеріїв, необхідних для набуття членства в НАТО;
2. моніторинг, аналіз та оцінка стану діяльності, пов'язаної з виконанням завдань у сфері євроатлантичної інтеграції України і співробітництва з НАТО, зокрема центральних органів виконавчої влади, інших державних органів, залучених до виконання річних національних програм під егідою Комісії Україна — НАТО, індивідуальних програм, галузевих планів співробітництва з Організацією Північноатлантичного договору;
3. підготовка та внесення в установленому порядку Президентові України пропозицій щодо розвитку співробітництва між Україною та НАТО, визначення шляхів та способів вирішення проблемних питань у сфері євроатлантичної інтеграції України, підвищення ефективності діяльності центральних органів виконавчої влади, інших державних органів щодо виконання завдань у зазначеній сфері, удосконалення нормативно-правової бази з питань співробітництва між Україною та НАТО;
4. напрацювання пропозицій щодо спрямування діяльності українських частин спільних робочих груп Україна — НАТО, робочих груп співробітництва України з НАТО.

## Права
Комісія має право:
1. готувати рекомендації щодо виконання центральними органами виконавчої влади, іншими державними органами завдань у сфері євроатлантичної інтеграції України та співробітництва з НАТО;
2. запитувати та одержувати від центральних органів виконавчої влади, інших державних органів, державних підприємств, установ, організацій необхідні інформацію, документи і матеріали;
3. залучати до участі в роботі Комісії представників центральних органів виконавчої влади, інших державних органів, державних підприємств, установ та організацій (за погодженням з їх керівниками), незалежних експертів, радників, а також представників Представництва НАТО в Україні, дипломатичних представництв держав — членів НАТО і держав — учасниць Програми НАТО «Партнерство заради миру та безпеки», акредитованих в Україні (за згодою);
4. створювати в разі потреби постійні або тимчасові робочі групи;
5. організовувати проведення конференцій, симпозіумів, семінарів, нарад, інших заходів з питань, віднесених до компетенції Комісії.

## Взаємодія
Комісія взаємодіє з центральними органами виконавчої влади, іншими державними органами, державними підприємствами, установами, організаціями, громадськими об'єднаннями, науковими установами, діяльність яких пов'язана із розвитком співробітництва між Україною та НАТО, а також із Представництвом НАТО, дипломатичними представництвами держав — членів НАТО і держав — учасниць Програми НАТО «Партнерство заради миру та безпеки», акредитованими в Україні.

## Засідання
Основною організаційною формою роботи Комісії є засідання, які проводяться в міру потреби, але не рідше одного разу на три місяці.
Засідання Комісії є правомочним у разі присутності на ньому більше половини від її складу.
Засідання Комісії скликає і веде голова Комісії, а за його відсутності — заступник голови Комісії.
Підготовку матеріалів до розгляду на засіданнях Комісії забезпечує секретар Комісії.

## Рішення
Рішення Комісії приймаються більшістю голосів присутніх на засіданні членів Комісії і оформляються протоколом засідання. 
Голова Комісії доповідає Президентові України про результати роботи Комісії.
Рішення Комісії в разі необхідності реалізуються шляхом видання в установленому порядку актів Президента України.

## Склад
Комісія утворюється у складі голови, заступника голови, секретаря, інших членів Комісії, які беруть участь у її роботі на громадських засадах.
Члени Комісії беруть участь у її засіданнях особисто і не можуть делегувати свої повноваження іншим особам.
Головою Комісії є за посадою Віце-прем'єр-міністр з питань європейської та євроатлантичної інтеграції України.
Заступником голови Комісії визначається перший заступник або один із заступників Міністра закордонних справ України.
До складу Комісії як члени включаються представники центральних органів виконавчої влади, інших державних органів, державних підприємств, установ та організацій, залучених до співробітництва з НАТО в рамках річних національних програм під егідою Комісії Україна — НАТО.
Персональний склад Комісії затверджує Президент України за поданням голови Комісії.
Національні координатори
З числа членів Комісії визначаються національні координатори з питань співробітництва України з НАТО, які забезпечують реалізацію покладених на Комісію завдань у таких сферах:
1. зовнішньої політики — перший заступник або один із заступників Міністра закордонних справ України, до компетенції якого відповідно до розподілу обов'язків віднесені питання євроатлантичної інтеграції України;
2. реформування сектору безпеки і оборони України — Перший заступник Секретаря Ради національної безпеки і оборони України, до компетенції якого відповідно до розподілу обов'язків віднесені питання реформування сектору безпеки і оборони України;
3. ресурсного (фінансового) забезпечення — перший заступник або один із заступників Міністра фінансів України, до компетенції якого відповідно до розподілу обов'язків віднесені питання євроатлантичної інтеграції України;
4. інформаційної безпеки — один із заступників Голови Служби безпеки України, до компетенції якого відповідно до розподілу обов'язків віднесені питання євроатлантичної інтеграції України;
5. правова сфера — перший заступник або один із заступників Міністра юстиції України, до компетенції якого відповідно до розподілу обов'язків віднесені питання євроатлантичної інтеграції України;
6. оборонної промисловості — Перший заступник або один із заступників Секретаря Ради національної безпеки і оборони України, до компетенції якого відповідно до розподілу обов'язків віднесені питання оборонної промисловості;
7. розбудови національної системи стійкості — Перший заступник або один із заступників Секретаря Ради національної безпеки і оборони України, до компетенції якого відповідно до розподілу обов'язків віднесені питання розбудови національної системи стійкості;
8. професійного розвитку — Голова або один із заступників Голови Національного агентства України з питань державної служби, до компетенції якого відповідно до розподілу обов'язків віднесені питання євроатлантичної інтеграції України.

Склад станом на 9 квітня 2020
1. Пристайко Вадим Володимирович — Віце-прем'єр-міністр з питань європейської та євроатлантичної інтеграції України, голова Комісії[4]
2. Божок Єгор Валерійович — заступник Міністра закордонних справ України, Національний координатор з питань співробітництва України з НАТО у сфері зовнішньої політики, заступник голови Комісії
3. Генчев Олексій Валентинович — керівник експертної групи взаємодії з НАТО Урядового офісу координації європейської та євроатлантичної інтеграції, секретар Комісії
4. Білошицький Руслан Миколайович — заступник Голови Державної служби України з надзвичайних ситуацій
5. Гаєвський Ігор Миколайович — перший заступник Голови Державної служби фінансового моніторингу України
6. Голопатюк Леонід Станіславович — начальник Головного управління військового співробітництва та миротворчих операцій Генерального штабу Збройних Сил України
7. Дублик Анатолій Ярославович — заступник Голови Служби безпеки України, Національний координатор з питань співробітництва України з НАТО у сфері інформаційної безпеки
8. Ілляшенко Олексій Володимирович — заступник Міністра у справах ветеранів, тимчасово окупованих територій та внутрішньо переміщених осіб України з питань європейської інтеграції
9. Іонан Валерія Едуардівна — заступник Міністра цифрової трансформації України з питань європейської інтеграції
10. Касько Віталій Вікторович — перший заступник Генерального прокурора (за згодою)
11. Клітіна Олександра Петрівна — заступник Міністра інфраструктури України з питань європейської інтеграції
12. Коваль Михайло Володимирович — Перший заступник Секретаря Ради національної безпеки і оборони України, Національний координатор з питань співробітництва України з НАТО у сфері реформування сектору безпеки і оборони України
13. Ковальчук Тетяна Іванівна — заступник Міністра внутрішніх справ України
14. Козловський Олег Анатолійович — заступник Голови Національної поліції України — начальник Департаменту оперативної підтримки
15. Коломієць Валерія Рудольфівна — заступник Міністра юстиції України, Національний координатор з питань співробітництва України з НАТО у правовій сфері
16. Кондратюк Володимир Васильович — перший заступник командувача Національної гвардії України
17. Купрій Володимир Олександрович — перший заступник Голови Національного агентства України з питань державної служби, Національний координатор з питань співробітництва України з НАТО у сфері професійного розвитку
18. Луцкевич Олексій Романович — виконувач обов'язків керівника Головного управління з питань зовнішньої політики Директорату з питань зовнішньої політики Офісу Президента України
19. Ніжинський Сергій Сергійович — заступник Міністра соціальної політики України з питань європейської інтеграції
20. Нікіфоренко Володимир Степанович — перший заступник Голови Державної прикордонної служби України
21. Новак Наталія Василівна — тимчасово виконуюча обов'язки Голови Національного агентства з питань запобігання корупції України
22. Панаіотіді Світлана Миколаївна — заступник Міністра розвитку економіки, торгівлі та сільського господарства України
23. Плачков Григорій Іванович — Голова Державної інспекції ядерного регулювання України
24. Пліс Геннадій Володимирович — заступник Міністра фінансів України, Національний координатор з питань співробітництва України з НАТО у сфері ресурсного (фінансового) забезпечення
25. Сімоненко Олена Анатоліївна — заступник Міністра охорони здоров'я України з питань європейської інтеграції
26. Сінайко Олег Олександрович — заступник директора Національного інституту стратегічних досліджень
27. Сляднєва Катерина Анатоліївна — заступник Голови Служби зовнішньої розвідки України
28. Стадний Єгор Андрійович — заступник Міністра освіти і науки України
29. Фещенко Володимир Петрович — заступник Голови Державного агентства України з управління зоною відчуження
30. Фролова Аліна Євгенівна — заступник Міністра оборони України
31. Холоднюк Зеновій Васильович — Голова Державної судової адміністрації України (за згодою)
32. Чаплінський Юліан Михайлович — заступник Міністра розвитку громад та територій України з питань європейської інтеграції
33. Чаузов Олександр Миколайович — перший заступник Голови Державної служби спеціального зв'язку та захисту інформації України
34. Червак Богдан Остапович — перший заступник Голови Державного комітету телебачення і радіомовлення України
35. Чижик Костянтин Григорович — заступник Міністра енергетики та захисту довкілля України з питань європейської інтеграції.